# Cucullia pullata
Cucullia pullata là một loài bướm đêm trong họ Noctuidae.